# Atoctienco
Atoctienco är en ort i Mexiko.   Den ligger i kommunen Milpa Alta och delstaten Distrito Federal, i den sydöstra delen av landet, 25 km söder om huvudstaden Mexico City. Atoctienco ligger 2 458 meter över havet och antalet invånare är 108.
Terrängen runt Atoctienco är lite bergig. Runt Atoctienco är det tätbefolkat, med 411 invånare per kvadratkilometer. Närmaste större samhälle är Iztapalapa, 16,1 km norr om Atoctienco. Trakten runt Atoctienco består till största delen av jordbruksmark.